# Dormidóntovka (possiólok)
|  | Per a altres significats, vegeu «Dormidóntovka». |

Dormidóntovka (en rus: Дормидонтовка) és un poble (un possiólok) del krai de Khabàrovsk, a Rússia, que el 2018 tenia 1.357 habitants. Pertany al districte rural de Viàzemski.